# Mihael Lončar
Mihael Lončar (12. svibnja 1998.), hrvatski reprezentativni kajakaš i kanuist. Natjecao se na Svjetskom prvenstvu za juniore i mlađe seniore u slalom na divljim vodama 2017. u Bratislavi u kategoriji kajak do 23 senior.